# Ruben I d'Armenia
Ruben I d'Armenia (traslitterato anche Rupen o  Roupen in lingua armena occidentale da (HY)  Ռուբեն Ա; 1025 – Kormogolo, 1095) fu il fondatore della dinastia Rupenide.

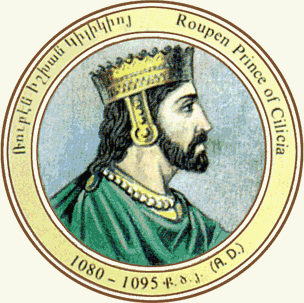
Moderna raffigurazione di Ruben I

Inizialmente signore di Gobidar e Goromosol, dichiarò l'indipendenza quando lanciò una ribellione contro l'Impero bizantino nel 1080 e conquistò la fortezza di  Partzerpert, ponendo le basi per la nascita del Regno armeno di Cilicia.

## Biografia
Nato in Armenia, Ruben fu probabilmente un membro della dinastia dei Bagratidi che aveva regnato in Armenia fino alla caduta di Ani nel 1045.
Egli era forse imparentato con Gagik II, l'ultimo re di Ani.
Lasciò l'Armenia quando i Selgiuchidi la conquistarono e  si recò in Cilicia, con molti altri armeni. 
Nel 1080, dopo il massacro di vari principi armeni da parte dei Bizantini, si insediò a Bartzeberd, uno dei punti più inaccessibili delle montagna di Cilicia.
Nello stesso periodo un suo cannazionale, Aitone, si installò a Lampron e fondò la dinastia degli Hetumidi.
Ruben morì a Kormogolo nel 1095 e fu sepolto nel monastero di Castalon. 
Gli successe il figlio Costantino I.

### Matrimonio e discendenza
Da una moglie sconosciuta ebbe:
- Costantino I, signore di Bartzeberd e Vahka.
- forse Teodoro, padre di Arda, moglie del re Baldovino I di Gerusalemme[1], ma questa parentela sembra basarsi sulla confusione tra vari nobili armeni.